# Civitas carnutorum
Ier siècle – vers 486
Entités précédentes :
- Gaule
(pays carnute)

Entités suivantes :
- Royaumes francs :

  - Comté de Chartres
  - Comté d'Orléans
  - Comté de Blois
  - Comté de Vendôme

La civitas carnutorum, aussi appelée cité des Carnutes ou cité de Chartres, était une cellule administrative et religieuse de la Gaule romaine. Créée au Ier siècle après J.-C., elle s'étendait sur le territoire du peuple carnute, entre la Seine et la Loire. Avec pour chef-lieu l'oppidum d'Autricum (actuelle Chartres), elle incluait les villes modernes de Blois, Châteaudun, Poissy ainsi qu'Orléans (jusqu'au IIIe siècle pour cette dernière).

## Topographie de lacivitas

### La cité des Carnutes et sespagi

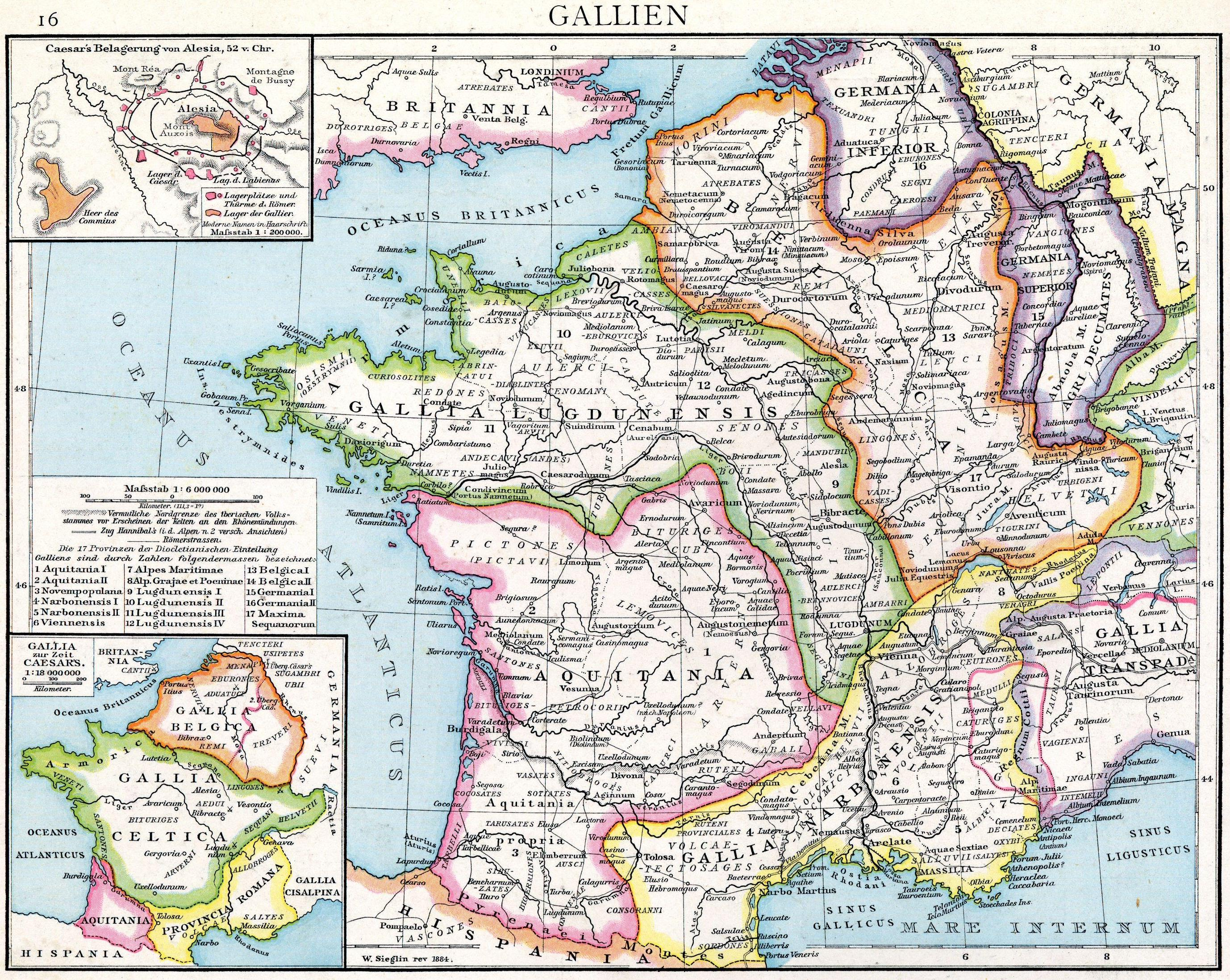
Carte de la Gaule romaine sous Dioclétien avec les Carnutes en Gaule lyonnaise (en vert).

À l'image du reste de la Gaule, le pays carnute tombe sous domination romaine en -52. Le territoire est de fait intégré à la province de la Gaule lyonnaise, dont Lyon était la capitale.
Lorsque l'Empire crée, sous Auguste, un système administratif basé sur des provinces divisées en diverses civitates d'un ou plusieurs pagi, les Carnutes sont d'abord regroupés sous une même entité régionale –la civitas carnutorum (ou cité des Carnutes)–, qui se retrouve divisée en différents pagi, dont,, :
- le pagus aurelianensis (« pays orléanais »), autour de Cenabum (Orléans),
- le pagus carnutenus (« pays chartrain »), autour d'Autricum (Chartres), alors capitale de cité,
- le pagus blesensis (« pays blésois »), autour de Blesum (Blois)[Note 1],
- le pagus drocensis (« pays drouais »), autour de Durocassis (Dreux),
- le pagus dunensis (« pays dunois »), autour de Dunensum (Châteaudun)[3],[Note 1],
- le pagus madriacensis (« pays mérensais »), autour de Madriacensum (Madrie),
- le pagus pinciacensis (« pays pincerais »), autour de Pinciacum (Poissy),
- le pagus vindocinensis (« pays vendômois »), autour de Vindocinum (Vendôme),
- le pagus noviodunois, autour de Noviodunum Biturigum[Note 2] (Neung-sur-Beuvron), dont le nom en latin ne nous est pas parvenu[4].

### Les Carnutes dans un Empire en déclin

#### Déclin progressif dès leIIIesiècle
Dès le IIIe siècle, la cité des Carnutes est régulièrement saccagée par des raids barbares, comme en 276 par des Francs et des Alamans à Cenabum.
L'Empire romain d'Occident commence également à décliner. Vers 260, un empire éphémère des Gaules, auquel appartiennent les Carnutes sans qu'ils n'y jouent de rôle notable, parvient à se maintenir une quinzaine d'années.

#### Les réformes territoriales duIVesiècle
À l'aube du IVe siècle, en 297, la province de la Gaule lyonnaise se scinde en deux. La cité des Carnutes rejoint alors la Gaule lyonnaise Première, avant d'être finalement rattachée à la Gaule lyonnaise Quatrième (ou Sénonaise) après une seconde réforme sous l'empereur Constantin quelques années plus tard.
De la même manière, après que l'empereur Aurélien a visité Cenabum, alors en ruines depuis la conquête romaine, et qu'il y ordonna en 273 la reconstruction d'une nouvelle ville –plus tard nommée Aurelianorum–, la cité des Carnutes se scinde en deux dans les années 320. Le pagus aurelianensis, avec celui de Noviodunum Bituriges, gagne ainsi son indépendance en intégrant la nouvelle civitas aurelianorum (cité des Auréliens ou cité d'Orléans).

#### Les migrations et changements duVesiècle
En 410, les pagi de Blois et de Chartres auraient été conquis par le chef breton Ivomadus après avoir vaincu le consul en place, un certain Odo, probablement d'origine germanique. Le royaume de Blois, potentiellement indépendant mais n'incluant pas la totalité de la cité carnute et dont les sources le citant sont rares, aurait existé jusqu'à la conquête par le franc Clovis.
Dans les décennies qui suivent, l'Empire et le reste de la Gaule romaine se retrouvent sous la pression de plusieurs peuples venus de l'Est. Pour les contrer, le général Flavius Ætius décide en 443 de stationner les Alains et une partie des Alamans (alors ses alliés) se trouvant en Gaule à proximité d'Aurelianorum (Orléans). En 451, la ville est cependant assiégée par les Huns d'Attila.
La région resta sous contrôle romain via le royaume de Soissons cédé vers 460 par l'empereur Majorien en faveur d'Ætius, jusqu'à la conquête franque en 498 d'Aurelianorum, alors rattachée au territoire de Clovis Ier, roi des Francs de la dynastie des Mérovingiens.

### Innovations culturelles de la période gallo-romaine
L'évolution des villes principales de la région et les recherches archéologiques permettent de rendre état des principales innovations culturelles qu'a permis l'invasion romaine.

#### Urbanisme
Sous Auguste, les oppida sont réorganisés de fond en comble : les rues se pavent, on construit de nouveaux édifices (amphithéâtre, forum, fanum...), des temples gaulois sont convertis en sanctuaires de religion romaine, des aqueducs permettent la distribution de l'eau à travers chaque ville au moins moyenne. Bien que Blois ait été munie d'un tel système d'eau, nommé le Gouffre, aucune datation n'a pu confirmer de lien avec la période gallo-romaine.
Profitant généralement d'un dénivelé lié à un val d'une rivière, les Romains préfèrent également construire des castra sur des collines, qui seront repris au Moyen Âge pour la construction de châteaux forts élevés sur des mottes castrales (notamment à Blois, Châteaudun et Chartres). En ce point, en n'ayant point de ville basse et de ville haute, Cenabum diffère des villes voisines, ce qui aurait pu motiver à laisser la ville en ruines pendant plusieurs siècles. De son côté, Autricum prend une importance grandissante, comparable à Reims ou Bordeaux, du moins jusqu'au IIIe siècle.
À Blois, il est désormais admis que les Romains sont à l'origine, entre les Ier et IIe siècles, du premier véritable pont de la ville, alors que les Carnutes semblaient utiliser des duits comme moyen de franchissement de la Loire,. Sur la rive gauche, on semble quitter une motte surélevée (site de la Croupille) afin de construire un oppidum à géométrie plus rectangulaire, en face du Bourg-Moyen.

#### Vestiges culturels et continuité
L'organisation à base de pagi a perduré jusqu'au Moyen Âge à travers des diocèses chrétiens. Dans le domaine religieux, Chartres a également conservé son contrôle sur Blois jusqu'à la création d'un évêché distinct en 1697.
En termes de féodalité, les comtés de Blois et de Chartres sont restés unis une grande partie du Moyen Âge, et ont tous deux rejoint la généralité d'Orléans sous l'Ancien Régime. Depuis la Révolution, la majeure partie de l'ancien territoire carnute est cependant partagée par trois départements de la région Centre-Val de Loire, à savoir l'Eure-et-Loir, le Loir-et-Cher et le Loiret.

La cité carnute du IIe siècle comparée aux départements actuels.